# 青春かしわ
- 日本 > 千葉県 > 柏市 > 青春かしわ
- 日本 > 市町村 > 市町村歌 > 千葉県の市町村歌一覧 > 青春かしわ

「青春かしわ」（せいしゅんかしわ）は、千葉県柏市の市民愛唱歌である。作詞・山口ちえ子、補作・東條寿三郎、作曲・三橋美智也。
本項では、同時に選定された市民音頭「かしわふるさと音頭」および、2005年（平成17年）に柏市へ編入された東葛飾郡沼南町の町歌についても解説する。

## 解説
1979年（昭和54年）の市制25周年記念事業として「歌を通じたふるさと柏づくり」を作成意義に掲げ、市民を対象に歌詞の懸賞募集を行った。両部門を合わせて121篇の応募があり、同年11月1日付の『広報かしわ』2面で審査結果を発表。応募作品のほとんどは音頭調のもので、主婦からの応募が大半を占めていた。
入選作品は市民音頭と愛唱歌の2部門で選定され、審査を行った「ふるさと柏のうた選考委員会」委員の東條寿三郎が補作したものを採用し三橋美智也の作曲・歌唱によりキングレコードがA面/B面にそれぞれ「かしわふるさと音頭」と「青春かしわ」を吹き込んだシングル盤（規格品番：NCS-1218）を製造した。三橋は作曲に当たり「『かしわふるさと音頭』は青年から中高年まで幅広く歌え、しかも覚えやすいように、『青春かしわ』は中学生くらいから歌えるような曲にしました」とコメントしている。両曲とも初演奏は同年11月28日に市制25周年記念式典の席上で行われた。

### 現状
柏市は2005年（平成17年）に沼南町を編入合併したが、新設合併方式ではなく地方公共団体としての法人格が維持されているため合併前から存在する市民愛唱歌「青春かしわ」および市民音頭「かしわふるさと音頭」もそのまま存続しているものと考えられる。しかし、正式な市歌としては扱われておらず、柏市・沼南町合併協議会では沼南町の町歌を「地域の歌」として存続させる旨を取り決めたのに対し、柏市は参考資料において「市の歌」を空欄扱いとしていた。

## 沼南町の歌
「沼南町の歌」（しょうなんまちのうた）は、2005年（平成17年）3月28日に柏市へ編入合併された東葛飾郡沼南町の町歌である。作詞・宮中雲子、作曲・吉田信。
1974年（昭和49年）に町民音頭「沼南音頭」と合わせて制定され、A面に沼南混声合唱団が歌唱する「沼南町の歌」、B面に由岐ひろみが歌唱する「沼南音頭」を吹き込んだシングル盤（規格品番：AMS-213）が赤坂ミュージックスタジオにより製造された。2曲とも柏市への編入合併時に「地域の歌」として存続させる旨の申し合わせが行われ、町歌に関しては沼南支所（旧町役場）のサイトで歌詞が紹介されている。